# سو جو يون
سو جو يون (بالكورية: 소주연)‏ هي ممثلة وعارضة ازياء كورية جنوبية، ولدت يوم 31 ديسمبر 1993 في سول في كوريا الجنوبية.

## روابط خارجية
- سو جو يون على موقع IMDb (الإنجليزية)
- سو جو يون على موقع قاعدة بيانات الفيلم (الإنجليزية)
- سو جو يون على موقع ليتربوكسد (الإنجليزية)
- سو جو يون على موقع كينوبويسك (الروسية)